# جورج كالدويل (سياسي)
جورج كالدويل (بالإنجليزية: George Caldwell)‏ هو محامي وسياسي أمريكي، ولد في 18 أكتوبر 1814 في الولايات المتحدة، وتوفي في 17 سبتمبر 1866 في نفس البلد. حزبياً، نشط في الحزب الديمقراطي. وقد انتخب عضو مجلس النواب الأمريكي.